# Riodina lysippus
Riodina lysippus is een vlindersoort uit de familie van de prachtvlinders (Riodinidae) en de onderfamilie Riodininae.
Riodina lysippus werd in 1758 vermeld door Linnaeus in de tiende editie van Systema naturae.